# Parides ascanius
Parides ascanius là một loài bướm phượng thuộc họ Papilionidae. Nó là loài đặc hữu của Brazil.

## Hình ảnh

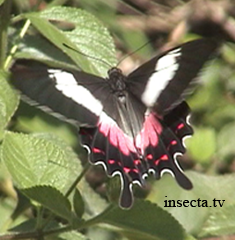
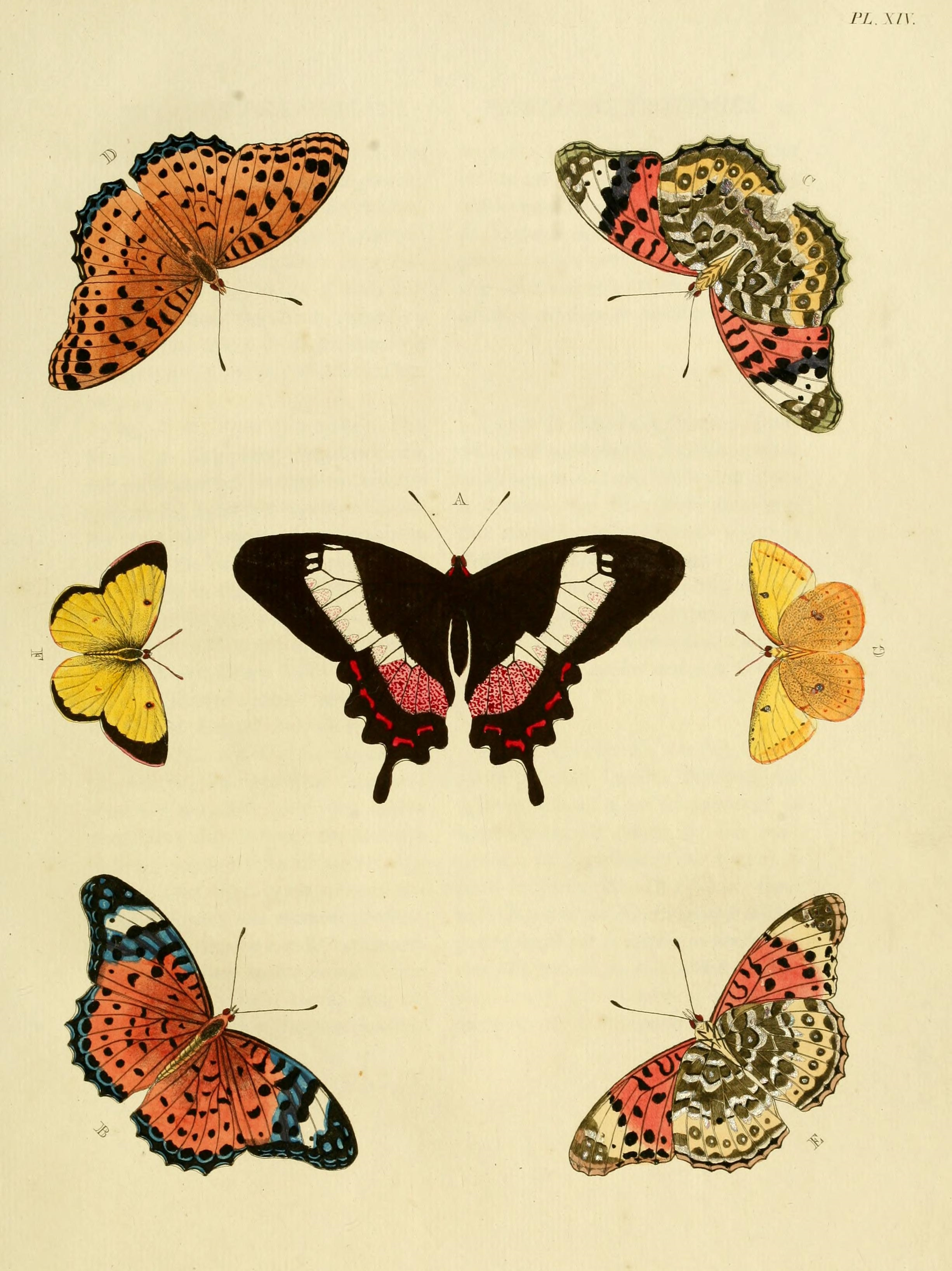
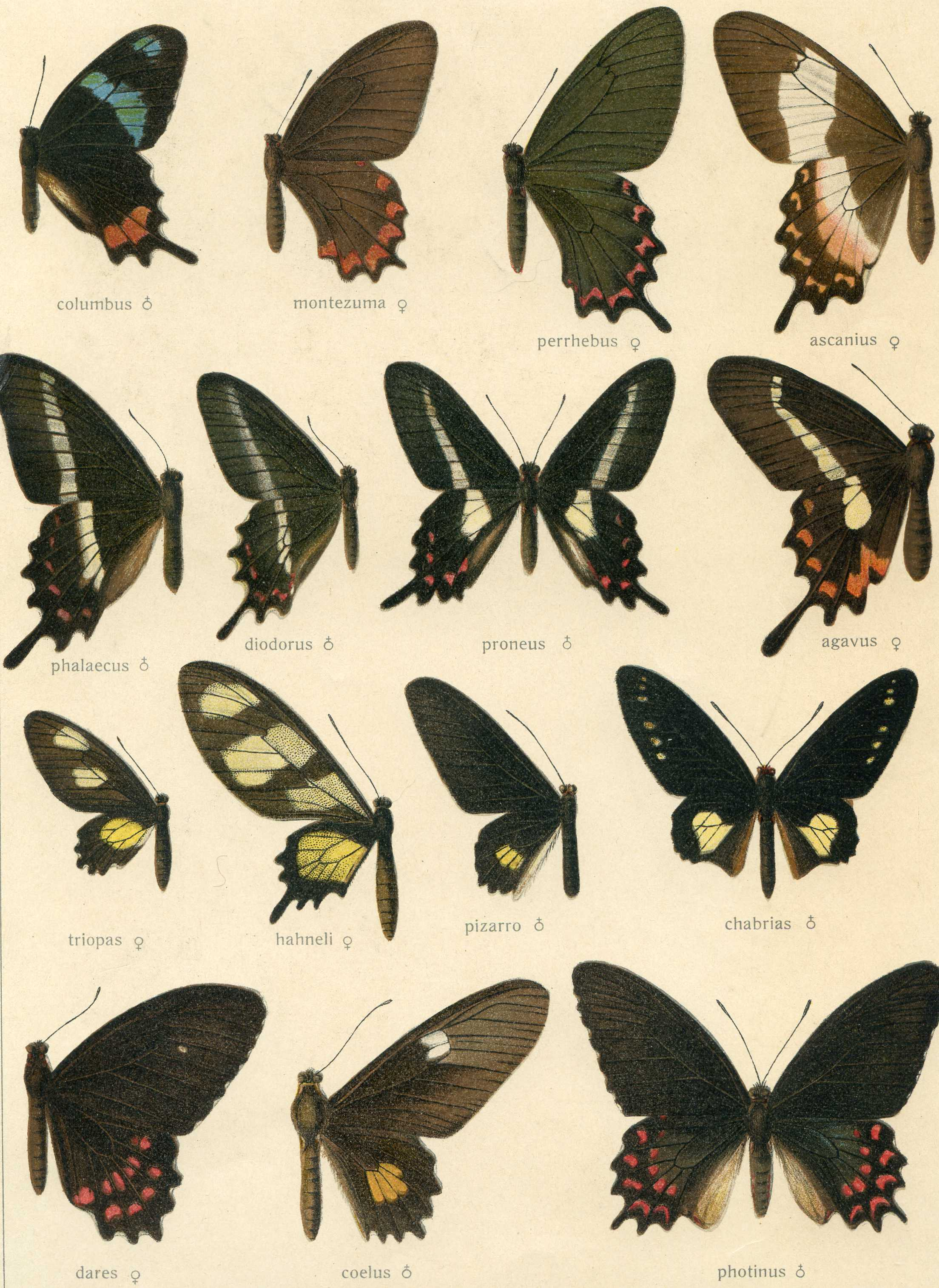
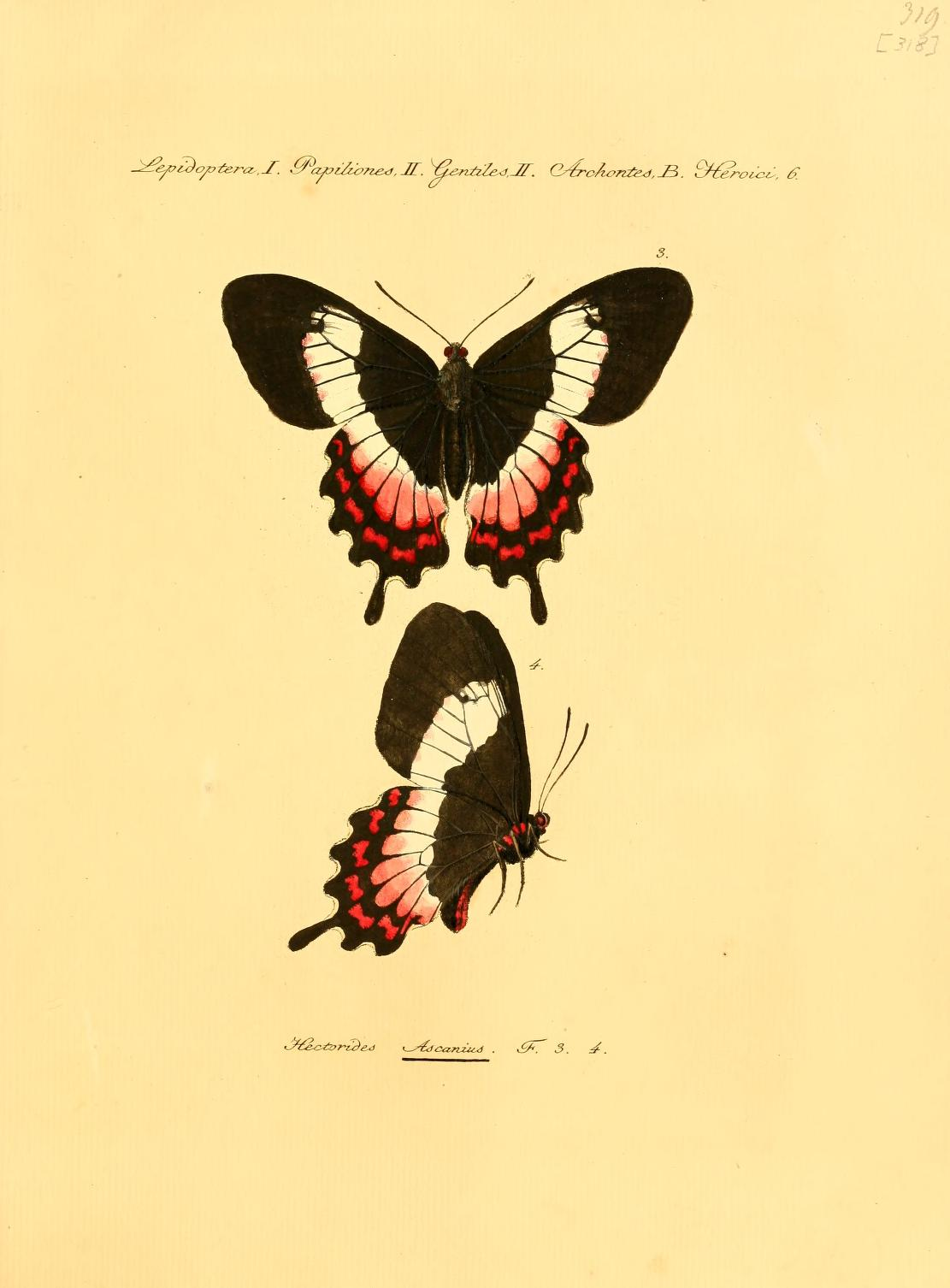